# 바흐티요르 자이누트디노프
바흐티요르 바티르자노비치 자이누트디노프(카자흐어: Бақтияр Батыржанұлы Зайнутдинов 박티야르 바트르자눌르 자이누트디노프, 러시아어: Бахтиёр Батыржа́нович Зайнутди́нов, 1998년 4월 2일~)는 카자흐스탄의 축구 선수로 포지션은은 윙어 겸 풀백이다. 현재 러시아 프리미어리그의 디나모 모스크바와 카자흐스탄 축구 국가대표팀 소속으로 활동 중이며 카자흐스탄 대표팀 역대 국제 A매치 최다 득점 기록을 보유하고 있다.

## 구단 경력

### FC 타라즈
2015년 고향팀인 FC 타라즈에서 프로 선수 경력을 시작했다. 2016 시즌까지는 공식전에서 단 1경기도 뛰지 못했다가 2017 시즌 들어서야 타라즈의 주전으로 발탁되어 28경기 7골을 기록했다.

### FC 아스타나
2017 시즌을 마치고 FC 아스타나와 입단 계약을 체결했다. 2018 시즌 공식전 35경기 6골을 기록하며 팀의 리그 우승과 2017-18년 UEFA 유로파리그 32강 진출을 이끌었다.

### FC 로스토프
2018 시즌이 끝난 후 러시아 프리미어리그의 FC 로스토프로 이적했다. 2020-21 시즌 초반까지 공식전 35경기 4골을 기록하며 2018-19 시즌 러시아 컵 4강 진출에 일조했다.

### CSKA 모스크바
로스토프를 떠난 후 2020-21 시즌 초반 같은 러시아 프리미어리그의 CSKA 모스크바로 이적했다. 2023-24 시즌 초반까지 공식전 84경기 7골을 기록하며 2020-21 러시아 컵 4강 진출, 2022-23 러시아 프리미어리그 준우승, 2022-23 러시아 컵 우승, 2023년 러시아 슈퍼컵 준우승 등을 달성했다. 이러한 활약을 바탕으로 CSKA 모스크바의 핵심 미드필더이자 풀백으로 자리를 잡았다.

### 베식타시 JK
2023년 8월 21일 60억원의 이적료에 튀르키예 쉬페르리그의 베식타시 JK와 4년 계약을 체결했다.

## 국가대표팀 경력

### 청소년 대표팀
2014년부터 2017년까지 카자흐스탄 연령별 청소년 대표팀 소속으로 11경기에 출전하여 1골을 기록했다.

### 성인 대표팀
2018년 카자흐스탄 성인 대표팀에 처음으로 발탁되었으며 3월 23일 부다페스트에서 열린 헝가리와의 친선 경기를 통해 국제 A매치에 데뷔했다. 이 경기에서 A매치 데뷔골을 터뜨리며 팀의 3-2 승리에 기여했다. 2018-19년 UEFA 네이션스리그 D에서도 6경기 1득점을 기록하며 차기 시즌 네이션스리그 C 승격에 기여했다.
그리고 UEFA 유로 2020 예선 I조에서도 10경기에서 3골을 터뜨리며 카자흐스탄 축구 역사상 유로 대회 예선 최다 승점 획득에 기여했고 2022년 9월 아스타나에서 열린 벨라루스와의 2022-23년 UEFA 네이션스리그 C 3조 4차전에서도 골을 기록하몀 2024-25년 UEFA 네이션스리그 B 승격에 기여했다.
2023년 3월 26일 아스타나에서 열린 UEFA 유로 2020 4강팀인 덴마크와의 UEFA 유로 2024 예선 H조 2차전 홈 경기에서 0-2로 밀리고 있던 후반 28분 페널티킥 만회골을 터뜨리며 3-2 역전승의 발판을 마련했다. 같은 해 10월 헬싱키에서 열린 핀란드와의 유로 2024 예선 H조 원정 경기에서 2골을 기록하여 대표팀의 2-1 승리에 기여했다. 또한 해당 경기에서 기록한 득점으로 자신의 A매치 통산 14골을 기록했으며 루슬란 발티예프가 보유했던 역대 카자흐스탄 대표팀 최다 A매치 득점 기록인 13골을 넘으면서 대표팀 최다 득점 선수가 되었다. 자이누트디노프는 유로 2020 예선 10경기 4골을 터뜨리며 카자흐스탄 축구 역사상 첫 메이저 대회 예선 플레이오프 진출에 기여했다.

## 대회 성적
FC 아스타나
- 카자흐스탄 프리미어리그 : 우승 (2018)
- 카자흐스탄 슈퍼컵 : 우승 (2018)

 FC 로스토프
- 러시아 컵 : 4강 (2018-19)

 CSKA 모스크바
- 러시아 프리미어리그 : 준우승 (2022-23)
- 러시아 컵 : 우승 (2022-23), 4강 (2020-21)
- 러시아 슈퍼컵 : 준우승 (2023)

### 수훈
- 노력공훈메달 (2023)